# جونيور روس
جونيور روس (بالإسبانية: Junior Ross)‏ (19 فبراير 1986 بكاياو في بيرو - ) هو مدرب كرة قدم ولاعب كرة قدم بيروفي في مركز الهجوم. شارك مع منتخب بيرو لكرة القدم. أما مع النوادي، فقد لعب مع أركا غدينيا وأليانزا ليما وإف إس في فرانكفورت وخوان أوريتش وسيينسيانو ونادي سبورتينغ كريستال وكورونل بولوجنسي.

## روابط خارجية
- جونيور روس على موقع قاعدة بيانات كرة القدم.إي يو (الإنجليزية)
- جونيور روس على موقع بيانات كرة القدم. دي إي (الألمانية)
- جونيور روس على موقع ناشيونال فوتبول تيمز (الإنجليزية)
- جونيور روس على موقع Soccerway.com (الإنجليزية)
- جونيور روس على موقع عالم كرة القدم.نت (الإنجليزية)
- جونيور روس على موقع AS.com (الإسبانية)